# Mode dòric
El mode dòric o mode dori és una escala tonal que rep el seu nom dels doris hel·lènics. Es pot designar també mitjançant el seu nom grec original, protus. Per raó de confusions històriques en la transcripció, aquest mode pot fer referència a dos modes o escales musicals molt diferents: el mode dòric grec i el mode dòric medieval. En la majoria dels contextos (música litúrgica, música moderna, impressionisme, jazz, etc.) En parlar de mode dòric es fa al·lusió al mode dòric medieval.

## Mode dòric
| "Mode dòric medieval sobre Do" |
|                                |
|                                |
|                                |

| "Mode dòric medieval sobre La"                                                          |
|                                                                                         |
| Guitarra acústica executant l'escala de el mode dòric sobre la, ascendent i descendent. |
|                                                                                         |

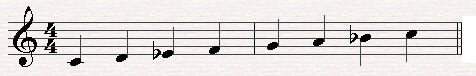
Mode dòric sobre do

L'Església Ortodoxa va desenvolupar en els seus orígens un sistema de vuit modes musicals (els octoechoi), que van servir com a model perquè els teòrics del cant pla medieval europeu desenvoluparan el seu propi sistema de classificació modal a partir del segle ix. De l'èxit d'Occident a sintetitzar aquest sistema amb elements del quart llibre de la sèrie De institutione musica de Boeci va néixer la falsa impressió que els oktōēchos romans d'Orient eren herència directa de l'antiga Grècia. El terme va ser usat originalment per a designar a una de les harmoniai tradicionals de la teoria musical grega i tenia diversos significats, entre els quals s'incloïa el sentit d'octava formada per vuit sons. Aquest nom va ser pres (juntament amb altres sis) per Claudi Ptolemeu en el segle II per a designar els seus set tonoi o tonalitats de transposició. Quatre segles més tard, Boeci va interpretar a Ptolemeu en Llatí, encara amb el sentit de tonalitats de transposició, no escales. Quan es va formular la teoria del cant en el s. XIX aquests set noms més un vuitè mode, Hipermixolidi (més tard modificat a Hipomixolidi), van ser presos novament en el tractat anònim Alia Musica . Un dels comentaris sobre aquest tractat, anomenat Nova Expositio , els va donar per primera vegada el sentit d'espècies d'octaves diatòniques, o escales.
Els intervals que formen l'escala del mode dòric medieval són: 
```
T - st - T - T - T - st - T 
```

El mode dòric és simètric, el que significa que l'esquema de tons i semitons és el mateix en direcció ascendent i descendent.
El mode dòric és semblant a l'escala diatònica menor o mode eòlic) però amb el sisè grau ascendit un semitò. La diferència entre ambdues es fa patent en la diferent "duresa" de la sisena nota de l'escala.
Els sons que formen el mode dòric medieval són els mateixos que els del mode frigi de l'antiga Grècia. Per evitar la seva confusió amb el mode grec homònim, de vegades es designa com mode de re.
A la pràctica, el mode dòric és una escala diatònica o mode musical que pot formar-se de manera senzilla a partir les tecles blanques del piano de "Re" a "Re". Pot ser considerat com "extret" a partir d'una escala major executada des del so situat un to per sobre de la tònica d'una escala major, és a dir, des del seu segon grau (en la tonalitat de do major seria, re, mi, fa, sol, la, si, do, re). L'escala resultant és, però, menor (o té un caràcter o "sensació" d'escala menor) perquè, en convertir-se el "re" en nou pol o centre tonal, la tercera menor existent entre re i fa ens produeix una sensació de mode menor en escoltar-ho. Si construïm un acord tríada sobre la tònica el resultat és un acord menor.
Exemples de construcció del mode dòric: 
- el mode dòric sobre re conté les mateixes notes que l'escala de do major, començant per la nota re.
- el mode dòric sobre sol conté les mateixes notes que l'escala de fa major, començant per la nota sol.
- el mode dòric sobre la conté les mateixes notes que l'escala de sol major, començant per la nota la.

## Obres destacades en mode dòric
- "Along Comes Mary" de The Association[4]
- "Drunken Sailor"[5]
- "Eleanor Rigby" de The Beatles[6]
- "Scarborough Fair"[5]
- " Milestones" de Miles Davis - The composition takes the form aabb with the a sections in G Dorian and the b sections in A Aeolian.[7]
- "Smoke on the Water" de Deep Purple[8]
- "The Way I Feel" de Gordon Lightfoot[8]
- "The Wreck of the Edmund Fitzgerald" de Gordon Lightfoot[9]
- So What de Miles Davis Escrita en re i mi bemoll dòrics.[10]
- "Gimme some more" de Fred Wesley & The JB's compost i dirigit per James Brown.
- "Et Incarnatus est" en el moviment del Credo a la Missa Solemnis de Beethoven.[11]